# Isotopes du moscovium
Le moscovium (Mc, numéro atomique 115) est un élément synthétique et ne possède donc pas de masse atomique standard. Comme tous les éléments synthétiques, il ne possède pas d'isotopes stables. Le premier isotope à avoir été synthétisé est 288Mc en 2004. Quatre radioisotopes sont connus, allant de 287Mc à 290Mc.

## Table
| Symbole du nucléide | Z(p) | N(n) | Masse isotopique (u) | Demi-vie       | Mode de désintégration | Isotope fils | Spin nucléaire |
| ------------------- | ---- | ---- | -------------------- | -------------- | ---------------------- | ------------ | -------------- |
| 287Mc               | 115  | 172  | 287,19070(52)#       | 32(+155−14) ms | α                      | 283Nh        |                |
| 288Mc               | 115  | 173  | 288,19274(62)#       | 87(+105−30) ms | α                      | 284Nh        |                |
| 289Mc               | 115  | 174  | 289,19363(89)#       | 220 ms         | α                      | 285Nh        |                |
| 290Mc               | 115  | 175  | 290,19598(73)#       | 16 ms          | α                      | 286Nh        |                |

1. ↑  289Mc n'a pas été synthétisé directement, mais obtenu comme produit de désintégration de 293Ts
2. ↑  290Mc n'a pas été synthétisé directement, mais obtenu comme produit de désintégration de 294Ts